# Eviota infulata
Eviota infulata är en fiskart som först beskrevs av Smith, 1957.  Eviota infulata ingår i släktet Eviota och familjen smörbultsfiskar. Inga underarter finns listade i Catalogue of Life.